# Emil Strub

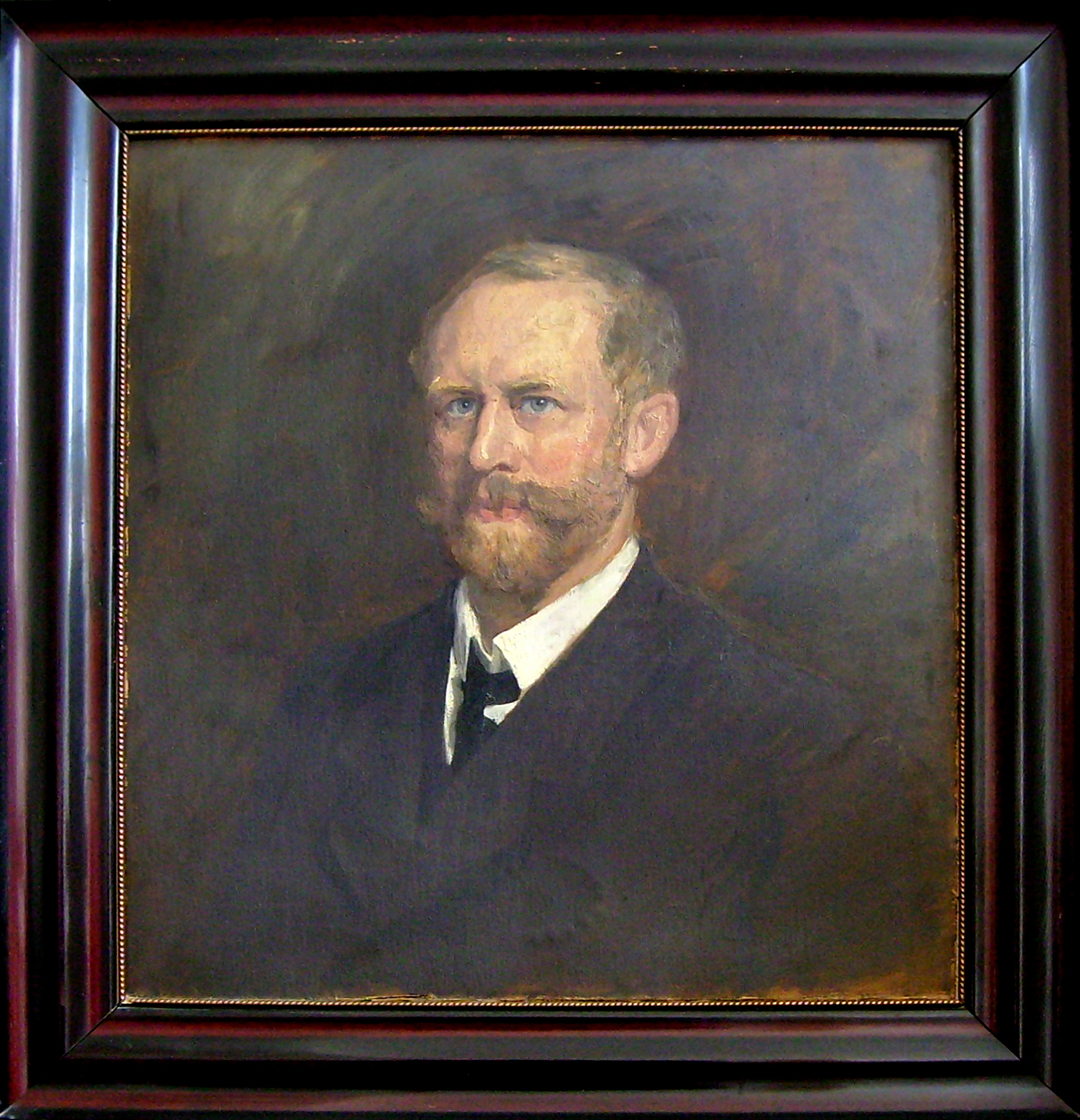
Emil Strub

Emil Strub (ur. 13 lipca 1858 w Trimbach, zm. 15 grudnia 1909) – szwajcarski inżynier, projektant systemu zębatek.
Zainspirowany dziełem Niklausa Riggenbacha sam stworzył system zębatek typu Struba.